# ティス・ハーザリー駅
ティス・ハーザリー駅（英語 Tis Hazari。ヒンディー語 तीस हज़ारी मेट्रो स्टेशन。パンジャブ語 ਤੀਸ ਹਜ਼ਾਰੀ ਮੇਟਰੋ ਸਟੇਸ਼ਨ。 ウルドゥー語: تیس ہزاری میٹرو سٹیشن）は、インドデリー ティス・ハーザリ地域にあるデリー・メトロレッドラインの駅である。
| スタブアイコン | サブスタブ | この項目は、まだ閲覧者の調べものの参照としては役立たない、鉄道に関連した書きかけの項目です。この項目を加筆・訂正などしてくださる協力者を求めています（P:鉄道/PJ:鉄道）。 |